# 조남형
조남형은 대한민국의 텔레비전 드라마 연출감독이다.

## 드라마
- 2020년 tvN 수목 미니시리즈 《구미호뎐》 ... 공동연출
- 2022년 OCN 8부작 일요 미니시리즈 《우월한 하루》 ... 연출
- 2023년 tvN 토일 미니시리즈 《구미호뎐1938》 ... 공동연출